# 임승표
인물개요
林承豹 
본관 팽성임씨 부안관 부원군파
충청남도 온양시(현 아산시) 출생
본적 서울특별시 성북구 동소문동
역사학자•전문번역가 •기업인 •공익사단법인단체장
예술품수장가
자) 致文(장수군 운동서당 효산 권희철 선생 작자)
호) 靑園(국역연수윈 교수 동초 이진영 선생 • 용전 김철희 선생 각1자 작호)
```
 
1. 학력사항
```

상도국민학교 졸업
한강중학교 졸업
우신고등학교 졸업
홍익대학교 사범대학 역사교육과 졸업
고려대학교 대학원 사학과 졸업
문학석사(한국근대사 전공)
홍익대학교 대학원 사학과 졸업
문학박사(조선시대지방제도사 전공)
(재)민족문화추진회(현 한국고전번역원 전신) 부설 국역연수원 연수부•연구부 과정 졸업 
국군정신전력학교 정훈병과 장교기초반 정규과정 졸업
전라북도 장수군 소재 雲洞書堂에서 曉宇 權熙喆 선생에게 四書五經 수학
(사)한국고미술협회 부설 고미술대학 고미술강좌 이수
'
2. 병력사항'
육군 중위 예편(ROTC21기, 정훈장교)

3. 경력사항'
전) (재)민족문화추진회(현 한국고전번역원 전신) 국역실 •기획실 전문위원
전) 홍익대학교 교양학부 강사•겸임교수
전) 한겨레신문 창간준비위원회 발기인
전) (사)한국미술협회 저작권특별위원회 사무국장
전) 이후갤러리 관장
전) (공익사단법인) 전통문화연구회  고전전산화기획위원회 위원
전) 동방미디어(주) 이사•상무이사•전무이사
전) 동방미디어(주) 부설 한국학디지털콘텐츠연구소 소장
전) 조선왕조실록CD-ROM간행위원회 실무위윈회 민족문화추진회측 실무위원
전) 한국인문콘텐츠학회 출판이사
전)부산시코인거래소건립준비위원회 위원
전) (공익사단법인)한국번역가협회 이사•수석부회장
전) (공익사단법인)한국번역가협회 회장
전)  Y옥션 • 갤러리Y 대표
현) 동방미디어(주) 대표이사
현) 춘추옥션 대표
현) (공익사단법인)한국번역가협회 부설 통번역연구원 원장 / TCT번역능력인증시험평가위원회 위원장
현) (공익사단법인)한국번역가협회 고문
현) 사회적기업 이페어케어+ 운영위원회 위원장
현) 통일부산하 (공익사단법인)동북아문물감정연구원 원장
현) (공익사단법인) 전통문화연구회 부회장
한국역사연구회•조선사연구회•한국고문서학회 회원
한강중학교  총동문회 회장
```
'
4. 상훈내역'
```

한국콘텐츠대상 디지털콘텐츠부문대상/정보통신부장관
디지털 한국민족문화대백과사전 전산화 공로상/한국학중앙연구윈장
제11회 서울특별시청소년지도자대상 번역부문대상/한국청소년신문사
제12회 서울특별시청소년지도자대상 한국학부문대상/한국청소년신문사
제15회 서울특별시청소년지도자대상 역사교육부문대상/한국청소년신문사

'5. 소장 예술품 전시 및 옥션 경매 개최 내역

2011년 세계유니버스미인선발대회기념 청원 임승표 박사 소장 중국고예술품 전시회 / 부산 롯데호텔 
2012년 제주옥션 중국고예술품 전시•경매 공동개최 / 제주 라온프라이빗 대연회장
2015년 Y옥션 동양고예술품 전시•경매 개최 / 서울 동대문메리어트호텔 갤러리Y • 창선당
2016년 춘추옥션 동양고예술품 전시•경매 개최 / 서울 동대문메리어트호텔 갤러리Y • 창선당
2018년 청원 임승표박사 소장 예술품 전시회 / 서울 방배동 아전갤러리
2021년 12월15일-12월30일 찾아기는 박물관 [동이 홍산문화 옥기와 중국 고대 청동기] / 서울시교육청 영등포평생교육관 아트리움
2022년 2월1일 - 2월15일 찾아가는 박물관 [동이 홍산문화 옥기와 중국 고대 청동기 ] / 서울시교육청 서울교육갤러리
'6.學位論文'
임승표,     1876年-1895年 開港場居留 日本人의 經濟活動 硏究 - 특히 職業과  營業活動을 中心으로 -, 高麗大學校 大學院 史學科(韓國史專攻)
碩士學位論文 (指導敎授 ; 姜萬吉) , 1987.12
임승표,   朝鮮時代 賞罰的 邑號陞降制 硏究 -조선시대 지방통치제도연구의  일환으로-, 홍익대학교 대학원 사학과(한국사전공)
博士學位論文 (지도교수 : 柳承宙}, 2001.8.

'7.硏究論文'
임승표,     兪吉濬과 鄭觀應의 政治觀 比較 - 특히 『西遊見聞』과 『易言』・  『盛世危言』을 中心으로-,『弘益史學』 第3輯, 弘益大學校史學會,1986.7
임승표,     開港場居留 日本人의 職業과 營業活動 硏究 - 1876年-1895年 元山・ 釜山・仁川을 중심으로, 『弘益史學』 第4輯, 弘益大學校 史學會,
1991.12.
임승표,    朝鮮時代 邑號陞降에 관한 硏究(上) -地方統治制度硏究의 一環으로-,   『민족문화』 第13輯, 民族文化推進會, 1990.12.
임승표,    朝鮮時代 邑號陞降에 관한 硏究(中) -朝鮮時代 以前의 邑號陞降-   『민족문화』 第14輯, 民族文化推進會, 1991.12.
임승표,     朝鮮時代 邑號陞降에 관한 硏究(下)   『민족문화』 第15輯, 民族文化推進會, 1992.12.
임승표,   18,9世紀 文・武・蔭官制 - 『輿地圖書』와 『靑雲譜』의 守令 出身 分析을 中心으로- , 『민족문화』 第16輯, 民族文化推進會,                1993.12.
임승표,   南・北韓 國譯 『朝鮮王朝實錄』의 體裁・內容 比較, 『민족문화』   第17輯, 民族文化推進會, 1994.12.
임승표,  『光海君日記』 編纂經緯와 國譯過程, 『민족문화』 第18輯, 民族文化推進會, 1995.12.
임승표,    朝鮮時代 邑號陞降制 運用의 諸影響 : 郡縣民에 미치는 社會·政治· 經濟·行政的 損益을 中心으로,『실학사상연구』제17/18합집-하,   역사실학회, 2000. 12

'8.硏究著書'
임승표,     역주대동지지, 이회출판사, 2005.2.
임승표,     국역중종실록색인(상)・(중)・(하) 總3冊, 民族文化推進會, 1989.12.
임승표,     국역선조실록・선조수정실록색인(상)・(중)・(하) 總3冊, 民族文化推 進會, 1994.12.
임승표,     국역인조실록색인, 民族文化推進會, 1994.12.
임승표,     국역효종실록색인, 民族文化推進會, 1994.12.
임승표,     국역현종개수실록색인, 民族文化推進會, 1995.7.
임승표,     민족문화추진회30년사, 공저, 民族文化推進會, 1995.10.
임승표,     국역상촌집색인, 民族文化推進會, 1996.12. 
임승표,     국역국조보감색인, 民族文化推進會, 1997.12.
임승표,     국역불우헌집색인, 民族文化推進會, 1998.12.
'9.編著'
임승표,     北譯 高麗史(總11冊), 서울 新書苑, 1991.
임승표,     列邑院宇事蹟(總3冊), 서울 民昌文化社, 1991.
임승표,     韓國傳統地理志・索引叢書(總5冊), 서울 寶庫社, 1993.
임승표,     국역 조선왕조실록 CD-ROM, 서울시스템<주>, 1995.10.

'10.硏究NOTE'
임승표,     朝鮮時代 降邑號制, 『民族文化推進會報』 第12號, 1988.8.
임승표,     吏文硏究試論(1) - 吏文의 種類와 形式 -, 『民族文化推進會報』 第 23號, 1991.9.
임승표,    『光海君日記』 太白山本의 體裁와 內容 - 實錄 編纂 過程의 實相 -,『民族文化推進會報』 第24號, 1991.12.
임승표,      朝鮮時代 道名 改號 一覽, 『民族文化推進會報』 第26號, 1992.6.
임승표,      韓國傳統地理志 索引 小考, 『民族文化推進會報』 第30號, 1993.6.
임승표,      表로 比較해 본 南・北韓 國譯 『朝鮮王朝實錄』, 『民族文化推進會 報』第33號, 1994.3.
임승표,    朝鮮時代 地域 異稱 一覽, 『民族文化推進會報』 第35號, 1994. 9.
임승표,  『孝宗實錄』에 대하여, 『국역 효종실록 9(색인)』, 1994.12.
임승표, 『光海君日記』에 대하여, 『국역 광해군일기 26,27(색인)』,                        1995.12.
임승표,  국역 효종실록 색인 일러두기, 『民族文化推進會報』 第37號,                      1995.3.
임승표,  『孝宗實錄』 解題, 『民族文化推進會報』 第38號, 1995.6.
임승표,  『光海君日記 解題, 『국역 조선왕조실록 CD-ROM 해설집』, 서울시스 템<주>, 1995.10.
임승표,  『孝宗實錄』 解題, 『국역 조선왕조실록 CD-ROM 해설집』, 서울시스 템<주>, 1995.10.
임승표,   故事古語拾輟(12), 『민족문화』 第12輯, 民族文化推進會, 1989.12.
임승표,   故事古語拾輟(13), 『民族文化推進會報』 第19號, 民族文化推進會,    1990.11.
임승표,   故事古語拾輟(15), 『民族文化推進會報』 第28號, 民族文化推進會,      1992.12.
임승표,  잊혀진 우리의 나래<飛車辨證說>, 『民族文化推進會報』 第40號,    民族文化推進會, 1995.12.
임승표,  조선시대 상벌적 읍호승강제, 역사학대회발표논문집, 역사학회,       1996,5.
임승표,    상촌집 해제, 국역상촌집 7(색인), 民族文化推進會, 1996.12. 
임승표,    국조보감 해제, 국역국조보감 9(색인), 民族文化推進會, 1997.12.
임승표,     대동지지 해제, 역주대동지지, 이회출판사, 2005.2.
임승표,  번역가의 자질과 자세,『번역가』, 사단법인 한국번역가협회.     2018.12.

임승표, (평론)전통 도자의 혼을 빚어낸 명장 도봉 김 윤 태, 「김영화 작가의 예술 여정과 문경 귀환」문경시문화예술회관. 2025.6.
'11,國譯(共譯)'
임승표,     松京誌(總5冊), 財團法人 會林育英財團, 1987-1991.
임승표,      駱村先生事蹟叢錄, 密原文化硏究院, 1994. 9.
임승표,      瑞棠逸錄, 密原文化硏究院, 1995.11.
임승표,      국역명종실록(總17冊), 民族文化推進會, 1986-1989.
임승표,      국역인종실록(總1冊), 民族文化推進會,1989.
임승표,      국역선조실록(總42冊), 民族文化推進會, 1989-1991.
임승표,     국역선조수정실록(總4冊), 民族文化推進會, 1991.
임승표,     국역인조실록(總21冊), 民族文化推進會, 1990-1991.
임승표,     국역효종실록(總8冊), 民族文化推進會, 1991.
임승표,     국역현종실록(總9冊), 民族文化推進會, 1991.
임승표,     국역현종개수실록(總13冊), 民族文化推進會, 1991-1992.
임승표,     국역광해군일기(總14冊), 民族文化推進會, 1992. 외 다수

'12.競賣圖錄펀찬'
임승표, 제1회 제주옥션 동양고예술품경매도록, 제주옥션, 2012.
임승표, 제1회 Y옥션 동양고예술품경메도록, Y옥션, 2015.
임승표, 제1회 춘추옥션 동양고예술품경매도록, 춘추옥션, 2016.
임승표, 제1회 이스트옥션 동양고예술품경매도록, 이스트옥션, 2018.

'13.공공프로젝트'
독립기념관 독립운동관련자료전산화사업총괄
재단법인 민족문화취진회 고전자료전산화사업총괄
국사편찬위원회 한국학자료전산화사업 총괄
규장각 한국학자료전산화사업 총괄
사단법인 세종대왕기념사업회 고전자료전산화사업 총괄
한국학중앙연구원 장서각 한국학자료전산화사업 총괄
국립국어연구원 한글자료전산화사업 총괄
고려대 민족문화연구원 한국학용어시소러스구축사업 총괄
국립박물관 전시자료전산화사업 총괄
14. 자격증 / 허가증
중등교사2급자격증 ㅡ교육부
번역사 한문/중국어 1급 자격증 ㅡ(사)한국번역가협회
한문/중국어 공증자격증 ㅡ 외교부
문화재취급허가증 ㅡ 동대문구청